# Hilda (serial animowany)
Hilda – brytyjsko-kanadyjsko-amerykański serial animowany, na podstawie serii komiksów Luke'a Pearsona o tym samym tytule.

## Fabuła
Główna bohaterka, niebieskowłosa dziewczynka o imieniu Hilda, mieszka ze swoją mamą i lisojeleniem o imieniu Rożek na Pustkowiu. Przeprowadzka do pobliskiego miasta Trolberg początkowo smuci ją, ale przekonuje się, że i tam czekają na nią nowi przyjaciele, magiczne stworzenia i wiele przygód.

## Bohaterowie
| Postać              | Opis postaci                                             | Głos               | Polski dubbing            |
| ------------------- | -------------------------------------------------------- | ------------------ | ------------------------- |
| Hilda               | Główna bohaterka                                         | Bella Ramsay       | Magdalena Kusa            |
| Johanna (Mama)      | Mama Hildy                                               | Daisy Haggard      | Aleksandra Buda           |
| Frida               | Najlepsza przyjaciółka Hildy                             | Ameerah Falzon-Ojo | Maja Kwiatkowska          |
| David               | Najlepszy przyjaciel Hildy                               | Oliver Nelson      | Jan Szydłowski            |
| Alfur               | Elf, towarzyszący Hildzie po jej przeprowadzce do miasta | Rasmus Hardiker    | Sebastian Perdek          |
| Erik Ahlberg        | Szef Patrolu Bezpieczeństwa Trolbergu                    | John Hopkins       |                           |
| Gerda Gustav        | Zastępczyni szefa Patrolu Bezpieczeństwa Trolbergu       | Lucy Montgomery    |                           |
| Kaisa               | Bibliotekarka w Trolbergu                                | Kaisa Hammarlund   |                           |
| Drewniak (Wood Man) | Stworzenie, na które Hilda trafia od czasu do czasu      | Ako Mitchell       | Jan Aleksandrowicz-Krasko |